# Antônio Fagundes
Antônio José da Silva Fagundes Filho (Río de Janeiro, 18 de abril de 1949) es un actor brasileño de teatro, cine y televisión.
Nacido en la ciudad de Río de Janeiro, se mudó con sus padres a São Paulo a los ocho años de edad. Descubrió su don para el teatro a partir de las obras que hacía en el Colegio Rio Branco, donde estudió. Actuó por primera vez en la televisión en 1969, en la telenovela El hombre no es Dios, de TV Tupi. Comenzó en la Rede Globo en 1976, con la telenovela Saramandaia.
Actuó también, por varios años, como protagonista de la serie Carga Pesada, de 1979 a 1981, y de 2003 a 2007.
El actor tiene cuatro hijos: uno, Bruno Fagundes, con su exesposa Mara Carvalho; sus otros tres (Dinah Abujamra Fagundes, Antônio Fagundes Neto y Diana Abujamra Fagundes), frutos de su casamiento con la actriz Clarisse Abujamra.

## Carrera artística

### En televisión
- 1969 - El hombre no es Dios .... Netinho
- 1972 - La rebelión de los ángeles .... Vítor
- 1973 - Mujeres de arena .... Alaor
- 1974 - O Machão .... Petruchio
- 1972 - Bel-Ami .... Cadu
- 1976 - Saramandaia .... Lua Viana
- 1977 - Nina - Bruno
- 1978 - Dancin' Days .... Cacá
- 1979/1981 - Carga Pesada .... Pedro
- 1981 - Amistad Colorida .... Edu
- 1982 - Avenida Paulista .... Alexandre Torres
- 1983 - Champagne .... João Maria
- 1983 - Loco Amor .... Jorge Augusto
- 1984 - Cuerpo a cuerpo (telenovela) .... Osmar
- 1988 - Vale Tudo .... Ivan Meireles
- 1990 - La Reina de la chatarra .... Caio Szimanski
- 1991 - Mundo de la Luna .... Rogério Silva e Silva
- 1991 - El Dueño del Mundo .... Felipe Barreto
- 1993 - Renascer .... José Inocêncio
- 1994 - La Viaje .... Otávio César Jordão
- 1995 - La próxima víctima .... Astrogildo
- 1996 - El rey del ganado .... Bruno Mezenga / Antônio Mezenga
- 1997 - Por amor .... Atílio
- 1998 - Laberinto .... Ricardo Velasco
- 1999 - Terra Nostra .... Gumercindo
- 2001 - Puerto de los milagros .... Félix Guerrero / Bartolomeu Guerrero
- 2002 - Tierra Esperanza .... Giuliano
- 2002 - Vale todo .... Salvador
- 2003/2007 - Carga Pesada .... Pedro
- 2005 - Mad Maria .... ministro J. de Castro
- 2007 - Dos caras .... Juvenal Antena
- 2008 - Negocio de China .... Ernesto Dumas (participação especial)
- 2010 - Tempos Modernos .... Leal Cordeiro
- 2011 - Insensato corazón .... Raúl Brandao
- 2012 - Gabriela .... Ramiro Bastos
- 2013 - Rastros de mentiras .... Cesar Khoury
- 2014 - Meu Pedacinho de Chão .... Giácomo
- 2016 - Velho Chico .... Afrânio de Sá Ribeiro (Coronel Saruê)

### En teatro
- 1964 - La cena de los Cardenales
- 1985 - Cyrano de Bergerac
- 1986 - Xandu Cuaresma
- 2005 - La Mujer de Mi Vida

### En cine
- 1967 - Sandra, Sandra (sin terminar)
- 1969 - A Compadecida
- 1975 - La Noche de la Mujeres
- 1975 - Eu faço... Elas Sentem
- 1976 - Elas São do Baralho
- 1978 - La Noche de los Duros
- 1978 - Doramundo
- 1979 - El Niño Arco-Iris
- 1979 - Gaijin – Los Caminos de la Libertad
- 1980 - Los Siete Gatitos
- 1981 - Pra Frente, Brasil
- 1982 - Adiós, amor
- 1982 - Las Aventuras de Mario Fofoca
- 1982 - Tripas Corazón
- 1982 - Caricias Eróticas
- 1983 - La próxima víctima
- 1985 - Juego duro
- 1986 - Bésame mucho
- 1986 - Ángeles de la noche
- 1987 - Eternamente Pagu
- 1987 - La Dama del Cine Shanghai
- 1987 - Leila Diniz
- 1988 - Barbosa
- 1989 - El Cuerpo
- 1992 - Beso 2348/72
- 1996 - Dulces Poderes
- 1998 - Quédate Comigo
- 1999 - En el corazón de los dioses
- 1999 - El Torso
- 1999 - Pasión Perdida
- 2000 - El Grinch (doblaje)
- 2000 - Bossa nova
- 2000 - Villa-Lobos - Uma Vida de Paixão
- 2003 - Sete Minutos
- 2003 - Dios es brasileño
- 2004 - A Dona da História
- 2005 - La Marcha de los Pingüinos (doblaje)
- 2005 - Encontrados y perdidos

## Premios
- 1985 - Premio Moliere, mejor actor de teatro por Cyrano de Bergerac.
- 1988 - Rio Cine Festival, mejor actor (cine) por La Dama del Cine Shanghai
- 1988 - Premio Molière, mejor actor de teatro por Fragmentos de um Discurso Amoroso.
- 1991 - Trofeo Imprensa,  mejor actor de televisión por El Dueño del Mundo.
- 1992 - Festival Internacional del Cine (Cartagena de las Indias), mejor actor de cine por El Cuerpo.
- 1993 - Trofeo APCA, mejor ator de televisión por Renacer.
- 1993 - Trofeo Imprensa, mejor actor de televisión por Renacer.
- 1997 - Premio Contigo! - mejor actor de televisão por Por Amor'.
- 1999 - Premio da Casa da Cultura de Roma, teatro.
- 1999 - Premio Qualidade Brasil, mejor actor de teatro y televisión por conjunto de trabajos.
- 1999 - Trofeo APCA, mejor actor de teatro por Últimas Lunas.
- 2000 - Trofeo Super Cap de Ouro, televisión por Terra Nostra.
- 2001 - Premio Qualidade Brasil, RJ - mejor actor de televisión por Puerto de los Milagros.
- 2001 - Premio Qualidade Brasil, SP - mejor actor de televisión por Puerto de los Milagros.
- 2001 - Melhores do Ano, Domingão do Faustão - mejor actor de televisión por Puerto de los Milagros.
- 2001 - Premio Contigo! - mejor actor de televisión por Puerto de los Milagros.
- 2008 - Premio Qualidade Brasil - mejor actor de televisión por Dos Caras.
- 2008 - Trofeo Super Cap de Ouro, televisión por Dos Caras.